# Anchodelphax hagnon
Anchodelphax hagnon är en insektsart som beskrevs av Ronald Gordon Fennah 1965. Anchodelphax hagnon ingår i släktet Anchodelphax och familjen sporrstritar. Inga underarter finns listade i Catalogue of Life.